# Годфри, Томас (изобретатель)
Томас Годфри (10 января 1704, Бристол, Пенсильвания — декабрь 1749, Филадельфия, Пенсильвания) — американский изобретатель и стекольщик в Тринадцати колониях, который в 1730 году изобрел навигационный прибор октант. Примерно в то же время англичанин Джон Хэдли также самостоятельно изобрел аналогичный прибор.
Октант Годфри уступал изобретению Хэдли в практическом применении, так как не был так же удобен в проведении измерений с палубы корабля во время качки.

## Биография
Томас Годфри родился в семье Джозефа и Катарины Годфри на ферме своей семьи в городке Бристол, недалеко от Джермантауна в округе Филадельфия, штат Пенсильвания в 1704 году.
Его отец, трудившийся фермером и солодовником, умер, когда Томасу был всего один год, и его мать вышла замуж во второй раз. После получения начального школьного образования, он был отдан в подмастерья для обучения ремеслу стекольщика. Эта профессия в то время считалась не слишком сложной, работа стекольщика заключалась в изготовлении свинцовых форм для отливки и последующего отверждения в них стекла.
Некоторые биографы особенно отмечают небогатое происхождение и недостаток образования Годфри, с целью подчеркнуть его дальнейшие достижения, хотя он и не был ни крайне беден, ни необразован. Годфри обладал грамотной речью и хорошим почерком, в дальнейшем он принимал участие в строительстве Зала независимости в Филадельфии, резиденции Буш Хилл знаменитого адвоката Эндрю Гамильтона, загородного дома (Stenton) Джеймса Логана, а также дома Томаса Пенна в Спрингеттсбери в качестве замерщика.
В 1726 году Годфри со своей женой Анной и её семьей переезжает в Филадельфию, где они снимают комнаты у Бенджамина Франклина, который квартирует с ними в одном доме.
Бенджамин Франклин, лично знавший Годфри, подробно описывает его в своей «Автобиографии», при этом отмечая его способности как математика:
Томас Годфри, очень способный в своей области математик-самоучка, изобретший впоследствии то, что теперь называется квадрантом Хедлея. Но за пределами своей специальности он мало что знал; он не был приятным собеседником в обществе, так как подобно большинству великих математиков, с которыми я встречался в своей жизни, он требовал во всех случаях чрезвычайной точности выражений и всегда прицеплялся к пустякам, что расстраивало всякую беседу.Бенджамин Франклин, «Автобиография»
Сын Годфри, поэт и драматург, которого также звали Томас Годфри, умер всего в 26 лет, но при жизни опубликовал несколько популярных произведений, в том числе пьесу «Принц Парфии», которая известна по настоящее время.
Томас Годфри похоронен на кладбище Лорел Хилл в Филадельфии, секция N, участок 3.

## Деятельность
С 1727 года был членом организованного Франклином просветительского общества, получившего название Клуб кожаных фартуков, в котором, однако, не занимал приближенного к Франклину положения.
По воспоминаниям Джеймса Логана после 1729 года Годфри начинает активно заниматься самообразованием в области математики, самостоятельно изучая все доступные ему книги на английском и латинском языке, знакомится с сочинением Исаака Ньютона «Математические начала натуральной философии».
В период с 1729 по 1736 год Годфри издавал альманах, а также работал над математическими проблемами и вопросами навигации, в частности проводил астрономические наблюдения, которые позволили уточнить географическую долготу Филадельфии.
В 1730 году Годфри, принимая во внимание неудобство существовавших в то время навигационных инструментов, которые он использовал во время своих астрономических наблюдений, разработал двойной светоотражающий квадрант (октант) — навигационный прибор для определения высоты небесного тела над уровнем горизонта. За основу им был взят изобретенный в начале XVII века английским мореплавателем Джоном Дейвисом бэкстаф, в конструкцию которого были добавлены зеркала и несколько деревянных элементов. После того как устройство блестяще выдержало практическую проверку во время плаваний к Ямайке и Ньюфаундленду, в 1731 году изобретатель связался с Энтони Лэмбом, изготовителем точных инструментов из Нью-Йорка с целью начать массовое производство октанта собственной разработки.
В дальнейшем Годфри продолжает работать в области математики, публикуя в местной прессе различные задачи и математические проблемы, а также астрономические вычисления. В 1740 году он открывает частную школу в своем доме, в которой предполагалось изучение навигации, астрономии и некоторых разделов математики.
В 1743 году Годфри вместе с Франклином стал одним из основателей Американского философского общества.